# Nakdong
Il fiume Nakdong (낙동강?, 洛東江?, NakdonggangLR) è il principale fiume della Corea del Sud e tra le grandi città che tocca ci sono Taegu e Pusan.

## Geografia
Il fiume Nakdong nasce nei Monti Taebaek e i suoi maggiori tributari sono il fiume Jeong, il fiume Geumho e il fiume Nam; il fiume attraversa le regioni del Gyeongsang Settentrionale e del Gyeongsang Meridionale; tocca inoltre le provincie della Jeolla Settentrionale, la Jeolla Meridionale e di Gangwon.
Dopo aver percorso 525 km e aver creato un bacino di drenaggio di oltre 23.300 km², sfocia infine con il suo estuario nello stretto di Corea.